# Гиппотоксот

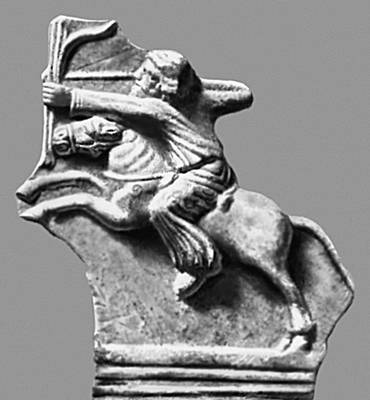
Рельеф из Месопотамии с изображением конного лучника. Первые века н. э. Переднеазиатский музей. Берлин.

Гиппотоксот (др.-греч. Hippotoxotai от ίππος — лошадь и τοξότης — лучник) — в войске (армии) Древних Афин воин отряда лёгкой кавалерии из 200 лучников, набиравшихся из государственных рабов, в отличие от всадников из привилегированного класса — пентакосиомедимнов.
В период Пелопоннесской войны в качестве манёвренного отряда лёгкой кавалерии гиппотоксоты входили в состав подразделения аттической конницы в 1200 всадников. Геродот под понятием гиппотоксоты обобщает всех конных лучников: «все скифы — гиппотоксоты и воюют верхом». Они сходились с противником на расстоянии выстрела из лука и осыпали врага стрелами. Когда же тот пытался сблизиться, поворачивали вспять и удалялись, не переставая при этом стрелять.
Позже, гиппотоксоты — конные лучники Восточной Римской империи. Сражения с парфянами и сасанидами доказали эффективность конных стрелков, особенно в бою с медленной пехотой. Открытые полезному опыту римляне сформировали подразделения, аналогичные конным лучникам македонцев и северных греков. Хотя гиппотоксоты носили доспехи, они были уязвимы для кавалерии противника, но эффективны при поддержке пехоты и при изматывании врага перед боем.
В войске (армии) поздней римской империи конница играла большую роль в войнах с германцами. Самыми дорогими (и иногда самыми бесполезными согласно Аммиану Марцелину и Вегецию, которые отмечали их эффективность лишь против легкой пехоты или во взаимодействии с легионной конницей) были катафрактарии, но большую часть восточных наёмников составляли конные лучники. В римской империи они иногда назывались сагиттариями. Особенно много таких лучников появилось в ходе битв с гуннами, которые порой после пленения или вербовки в качестве федератов становились воинами Рима. Так, Велисарий одерживал победы используя три компонента конницы: регулярные катафрактарии, гуннские лучники (гиппотоксоты) и готско-лангобардские конные копейщики.